# Монако на «Евровидении-1961»
Монако принимала участие в Евровидении 1961, проходившем в Каннах, Франция. Её представила Колетт Дереаль с песней «Allons, allons les enfants», выступавший под номером 2. В этом году страна получила 6 баллов, разделив 10, 11 и 12 места с Финляндией и Нидерландами, получившими такое же количество баллов. Комментатором конкурса от Монако в этом году стал Роберт Бивейс.

## Страны, отдавшие баллы Монако
Каждая страна имела жюри в количестве 10 человек, каждый человек мог отдать очко понравившейся песне.
| Отдали Монако… | Отдали Монако…                   |
| 3 балла        | 1 балл                           |
| -------------- | -------------------------------- |
| Финляндия      | Испания Швейцария Великобритания |

## Страны, получившие баллы от Монако
| 5 баллов | Франция          |
| 2 балла  | Италия, Германия |
| 1 балл   | Великобритания   |